# Radhouane Salhi
Radhouene Salhi (in arabo رضوان صالحي‎?; Susa, 18 dicembre 1967) è un allenatore di calcio ed ex calciatore tunisino, di ruolo portiere.

## Palmarès

### Giocatore

#### Competizioni nazionali
- Campionato tunisino: 3

Étoile du Sahel: 1986, 1987, 1997
- Coppa di Tunisia: 1

Étoile du Sahel: 1996

#### Competizioni internazionali
- Coppa delle Coppe d'Africa: 1

Étoile du Sahel: 1997
- Coppa CAF: 2

Étoile du Sahel: 1995, 1999
- Supercoppa CAF: 1

Étoile du Sahel: 1998